# آمیزش گروهی

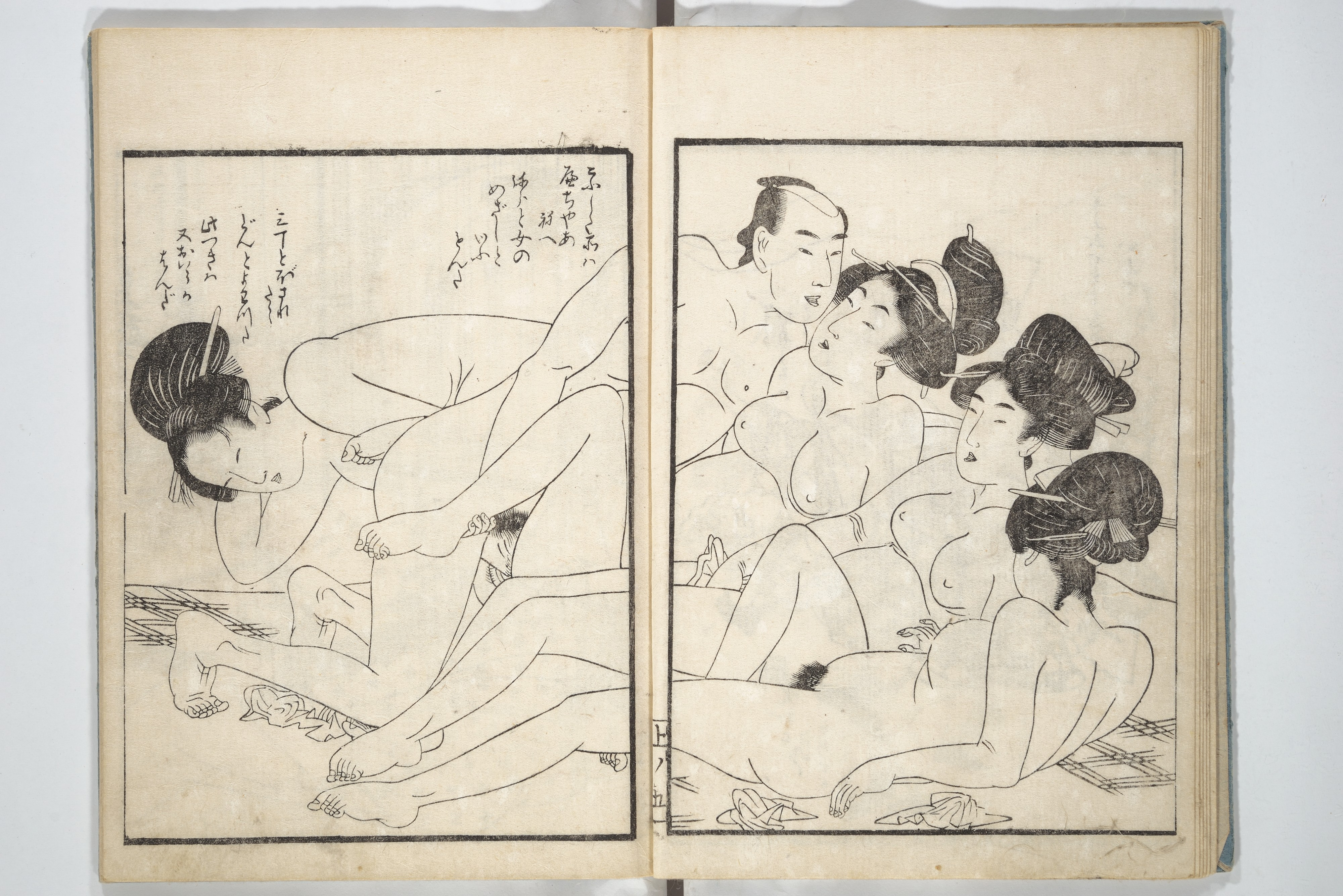
تصویری از رابطه جنسی گروهی در کتاب‌های چاپی چوبی ژاپنی

رابطه جنسی گروهی یا سکس گروهی (به انگلیسی: Group sex) به رفتار جنسی‌ای گفته می‌شود که بیش از دو نفر در آن شرکت کنند. شرکت‌کنندگان در رابطه جنسی گروهی می‌توانند از هر گرایش جنسی یا جنسیتی باشند. اساساً هر نوع فعالیت جنسی که بیش از دو نفر در آن فعال باشند را سکس گروهی می‌نامند. با این حال برخی از گونه‌های سکس گروهی، اسامی خاص خود را نیز دارند.
رابطه جنسی گروهی می‌تواند در یک مهمانی خصوصی جنسی یا در یک جمع نیمه عمومی انجام گیرد، اما ممکن است در سالن‌های ماساژ یا فاحشه خانه‌ها یا در بعضی از حوزه‌های قضایی در اماکنی که برای این امر تدارک دیده شده، مانند کلوپ‌های جنسی نیز انجام شود.
رویاپردازی جنسی پیرامون سکس گروهی در بین مردان و زنان رایج است. اشکال بسیاری از رفتارهای جنسی در گزارش‌های کینزی منتشر شده است، اما وبسایت رسمی گزارش‌های کینزی اشاره‌ای به سکس سه‌نفره یا رابطه جنسی گروهی نکرده است. سکس گروهی همچنین زیرمجموعه‌ای از ژانرهای فیلم‌های پورنو نیز محسوب می‌شود.

## سلامت
همانند تمام فعالیت‌های جنسی، ریسک‌های نسبی رابطه‌های جنسی گروهی بستگی به فعالیت‌های خاصی دارد که در آن‌ها شرکت می‌شود، اگرچه داشتن تعداد زیادی شریک جنسی خطر مواجهه با بیماری‌های آمیزشی (STI) را افزایش می‌دهد.
از اواسط دهه ۱۹۸۰، فعالیت‌های لابی‌گری علیه حمام همجنس‌گرایان مرد به دلیل نسبت دادن آن‌ها به گسترش بیماری‌های آمیزشی، به ویژه اچ‌آی‌وی، شدت گرفت و این امر منجر به بسته شدن برخی از این حمام‌ها در بعضی از حوزه‌های قضایی، به‌ویژه در ایالات متحده شد. جامعه‌شناس Stephen O. Murray می‌نویسد: «هیچ مدرکی ارائه نشد که نشان دهد رفتن به حمام‌ها عامل خطر ابتلا به ایدز باشد.» این بیانیه از آن جهت نادیده گرفته شد که مطالعات کمی در این زمینه انجام شده بود. مطالعات بعدی نشان داده‌اند که ریسک ابتلا به بیماری‌های آمیزشی در حمام‌ها بیشتر است. در کشورهای دیگر، نگرانی‌ها دربارهٔ گسترش بیماری‌های آمیزشی باعث بسته شدن حمام‌ها و جایگزینی آن‌ها با باشگاه‌های جنسی شده است، جایی که تمامی فعالیت‌های جنسی در معرض دید قرار دارد و توسط ناظران که مسئول اجرای شیوه‌های جنسی ایمن هستند، تحت نظارت قرار می‌گیرد.
حامیان می‌گویند که مکان‌هایی که در آن‌ها رابطه جنسی گروهی انجام می‌شود، اغلب کاندوم، دنتال دَم، دستکش پزشکی، لوبریکانت شخصی و دیگر اقلام برای ایمنی جنسی ارائه می‌دهند، اگرچه نمی‌توانند اثبات کنند که این اقلام استفاده می‌شوند و استفاده از آن‌ها معمولاً اجباری نیست. حمام‌ها به‌ویژه یک منبع بزرگ اطلاعات دربارهٔ ایمنی جنسی هستند—آن‌ها بروشورهایی ارائه می‌دهند و پوسترهای ایمنی جنسی را در مکان‌های برجسته (اغلب بر روی دیوارهای هر اتاق و همچنین در نواحی مشترک) نصب می‌کنند، کاندوم‌ها و روان‌کننده‌ها رایگان ارائه می‌دهند و اغلب از مراجعه‌کنندگان می‌خواهند که تأیید کنند که فقط در محل حمام‌ها رابطه جنسی ایمن خواهند داشت.

## اصطلاح

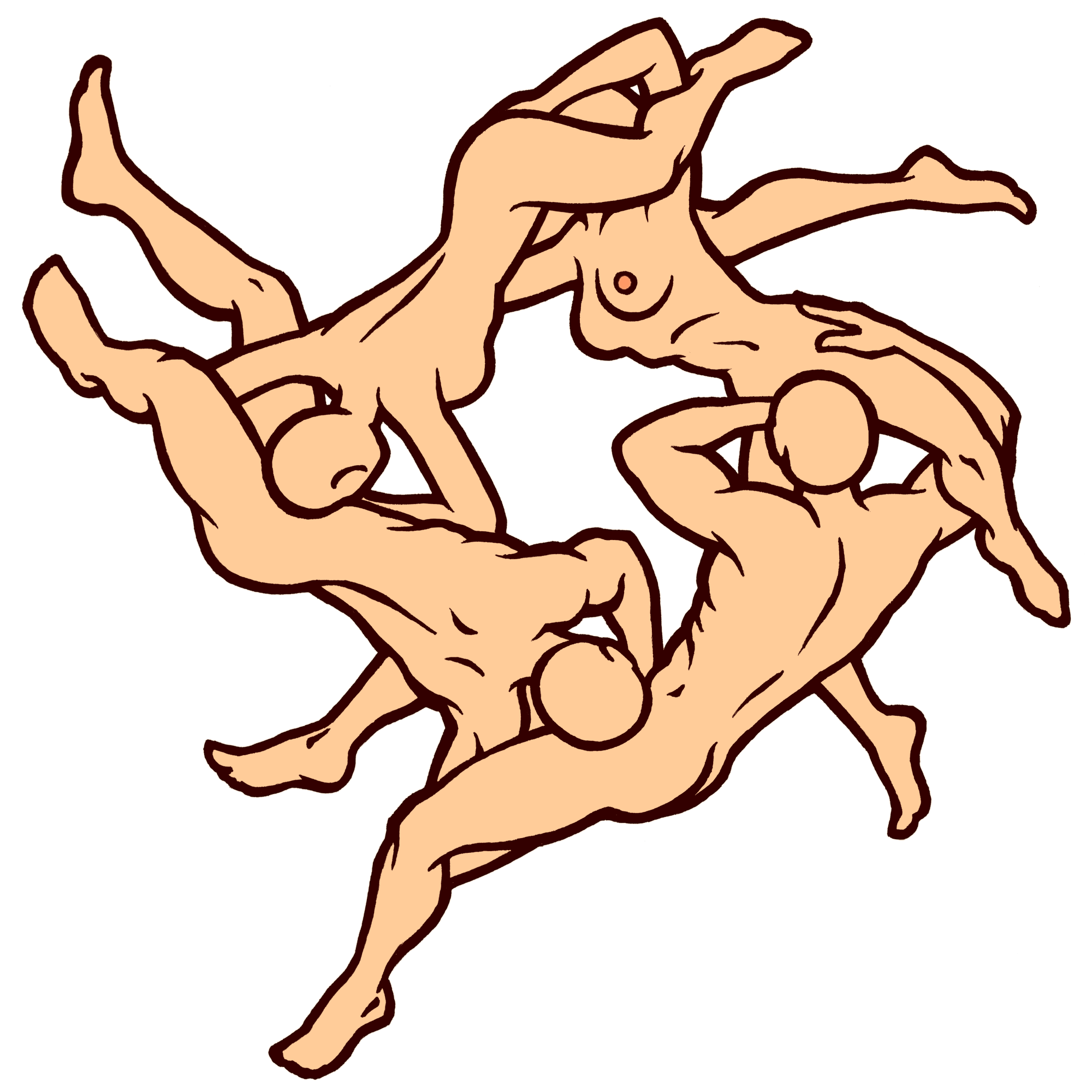
دو مرد و دو زن، در حال انجام چهار ترکیب از رابطه جنسی دهانی: M–F، F–F، F–M، M–M.

درواقع، هر رفتار جنسی را که با حضور بیش از دو نفر ترتیب داده شود، می‌توان به عنوان رابطه جنسی گروهی برشمرد، اما اصطلاحات مختلفی برای توصیف اعمال یا ترکیبات خاص این سبک از سکس مورد استفاده قرار می‌گیرد:
خودارضایی دایره‌ای
خودارضایی گروهی در میان مردان که معمولاً در حالتی دایره وار کنار یک دیگر صورت می‌گیرد.
زنجیره دیزی
شرکت‌کنندگان در حالتی دایره‌وار فرج‌لیسی یا قضیب‌لیسی را همزمان برای یکدیگر اجرا می‌کنند.
گنگ بنگ
تعدادی از افراد، به‌نوبت یا به‌طور همزمان، با یک فرد رابطهٔ جنسی برقرار می‌کنند.
تری‌سام
سه نفر با هم وارد رابطه جنسی می‌شوند که می‌تواند همزمان یا به نوبت باشد. (با عشق سه‌نفره اشتباه گرفته نشود)
فورسام
رابطهٔ جنسی بین چهار نفر.
دخول هم‌زمان
روشی که در آن دو آلت به‌طور همزمان وارد مقعد یا واژن می‌شود، البته ممکن است یکی در واژن و دیگری نیز در مقعد وارد شود.
اسپینترین
اسپینترین (به انگلیسی: Spintrian) اصطلاحی است که سوئتونیوس برای اشاره به روابط گروهی جنسی که توسط امپراتور تیبریوس در کاپری صورت می‌گرفت، مورد استفاده قرار می‌داد.
سکس در اتاق مشترک
زوجین با هم در یک اتاق مشترک با دیگران، مشغول فعالیت جنسی می‌شوند اما هیچ‌گونه رابطه‌ای با دیگر حاضران اعم از سکس ضربدری و تبادل شریکی صورت نمی‌گیرد.

## در رسانه‌ها
سکس گروهی در فیلم چشمان کاملاً بسته اثر استنلی کوبریک نمایش داده شده است. از دیگر فیلم‌هایی که به نوعی به موضوع سکس بیش از دو نفر اشاره کرده‌اند، می‌توان به پرتقال کوکی و رؤیاپردازان اشاره کرد.

## قانون
قانون جرائم جنسی ۱۹۶۷ رابطه‌های همجنس‌گرایانه بین دو مرد بالای ۲۱ سال را «در خصوصی» در انگلستان و ولز قانونی کرد؛ با این حال، محدودیت‌های حریم خصوصی قانون به این معنی بود که شخص ثالثی نمی‌توانست در این رابطه‌ها شرکت کند یا حتی حضور داشته باشد، و همچنین دو مرد نمی‌توانستند در هتل رابطه جنسی داشته باشند. این محدودیت‌ها در سال ۲۰۰۰ توسط دادگاه حقوق بشر اروپا لغو شد.
ماده 20A از قانون فساد ۱۹۵۷، که به‌طور معمول به عنوان «مردان در مهمانی» شناخته می‌شود، یک قانون آفریقای جنوبی بود که تمامی اعمال جنسی بین مردان در حضور شخص ثالث را مجازات می‌کرد. این ماده توسط قانون اصلاح فساد ۱۹۶۹ به تصویب رسید و تا سال ۱۹۹۸ که در دیوان عالی قانون اساسی در پرونده National Coalition for Gay and Lesbian Equality v Minister of Justice غیرقانونی شناخته شد، برقرار بود.
یک پرونده آزار جنسی در سال ۱۹۹۶ که علیه میتسوبیشی موتورز آمریکای شمالی توسط کمیسیون فرصت‌های شغلی برابر (EEOC) ثبت شد، درگیر مشارکت شرکت میتسوبیشی در مهمانی‌های جنسی بود که توسط مدیران و دیگر کارمندان ترتیب داده شده بود.
رابطه‌های جنسی گروهی در چین به دلیل ماده ۳۰۱ از قانون جنایی ۱۹۹۷ این کشور که «بی‌شرمی گروهی» را ممنوع می‌کند، غیرقانونی است.
در کانادا، در یک تصمیم در سال ۲۰۰۲ در مورد پرونده‌ای که در آن سه نفر در رابطه جنسی شرکت داشتند، دادگاه سلطنتی آلبرتا اعلام کرد که ماده ۱۵۹ از قانون جنایی به‌طور کامل باطل است، از جمله مقرراتی که رابطه جنسی مقعدی را زمانی که بیش از دو نفر در آن شرکت دارند یا حضور دارند، مجازات می‌کند. در ژوئن ۲۰۱۹، لایحه C-75 در هر دو مجلس پارلمان کانادا تصویب شد و پس از دریافت تأیید سلطنتی، ماده ۱۵۹ به‌طور فوری لغو شد.